# Heidi/Daniel e Bebel
Heidi/Daniel e Bebel è un singolo discografico di Elisabetta Viviani pubblicato nel 1978.

## Descrizione
Il disco contiene nel Lato A la sigla dell'anime Heidi (adattamento della relativa versione tedesca) e nel Lato B la canzone Daniel e Bebel. Il testo di Heidi è stato scritto da Franco Migliacci, su musica e arrangiamento di Christian Bruhn con il coro eseguito dalle Baba Yaga. Il testo di Daniel e Bebel è stato scritto sempre da Migliacci su musica di Claudio Mattone e arrangiamento di Maurizio Fabrizio.
La canzone ottenne un successo clamoroso e il singolo arrivò a superare il milione di copie vendute (già ad Agosto del 1978 erano state conteggiate 600 000 copie).
Per via del grande successo del singolo, esistono diverse tirature stampate fino al 1980 che differiscono per piccoli dettagli del lettering e dei crediti scritti sulla label, sul fronte e sul retro della cover. Attualmente se ne contano nove versioni, escludendo la versione white label promozionale e la riedizione del 1983.
Nel 1983, per la perdita del master originale della canzone, il brano venne riarrangiato ad opera di Guido Podestà, mantenendo la stessa traccia vocale. Venne pubblicato un nuovo 45 giri sempre su etichetta RCA con artwork differente e con, nel Lato A, la nuova versione di Heidi, insieme a Daniel e Bebel nel Lato B (già lato B della prima stampa).

## Tracce
Lato A
1. Heidi – 2:51 (testo: Franco Migliacci – musica: Christian Bruhn)

Lato B
1. Daniel e Bebel – 3:18 (testo: Franco Migliacci – musica: Claudio Mattone)

## Accoglienza
Il 45 giri toccò il picco massimo della terza posizione della classifica dei 45 giri più venduti e risultò essere il quindicesimo singolo più venduto dell'anno, permanendovi per un totale di sedici settimane consecutive.